# 清水在
清水 在（しみず あり、2006年6月13日 - ）は、日本の元俳優、元アイドル、元歌手。神奈川県出身。スターダストプロモーション新人部所属。同事務所の男性アーティスト集団「EBiDAN」から派生した中学生ユニット・STA*Mのメンバーであった。メンバーカラーは黒。

## 略歴
2012年、家族と街を歩いているところをスターダストプロモーションにスカウトされ活動を開始。
2015年、EBiDAN唯一の小学生グループスタメンKiDSのメンバーとなり、2016年にはミニアルバム「てらこやEP」でCDデビュー。
2020年にはNHKの番組「ビットワールド」にアリとしてレギュラー出演を果たす。
2023年9月18日、自身のInstagramで芸能活動終了を発表。

## 出演
■映画
- 「こどもしょくどう」 - オサム 役（2019年）

■ショートフィルム
- 松竹 ポリシーシネマ「ぼくの友だち」篇 - 優太 役

■テレビ
- Eテレ「ビットワールド」 − アリ役 2020 - 2021年度

■舞台
- A.R.P「ザ・オールドボーイズ」 - 森田 役

■その他
- LINE ドラマ「ミライさん」第4話 - 今野トモロウ（幼少期） 役

## 人物
- STA＊M内では「真面目キャラ」として活動。
- MCを務めることが多く、トークの面白さに定評がある。また、メンバーのボケなどに対するツッコミ役に回ることも多い。
- インテリキャラ。
- TikTokの投稿頻度がグループ内で一番高い。
- 自他も認める大食い。

- 愛読家。

- 長﨑大晟とともにメンバー内で最年長。